# آدیتیا ۳۶۹
آدیتیا ۳۶۹ (به انگلیسی: Aditya 369) فیلمی هندی محصول سال ۱۹۹۱ و به کارگردانی سینگیتام سرینیواسا رائو است. در این فیلم بازیگرانی همچون نانداموری بالاکریشنا، موهینی، تینو آناند، سیلک سمیتا و آمریش پوری ایفای نقش کرده‌اند.